# Prostitución en Camerún

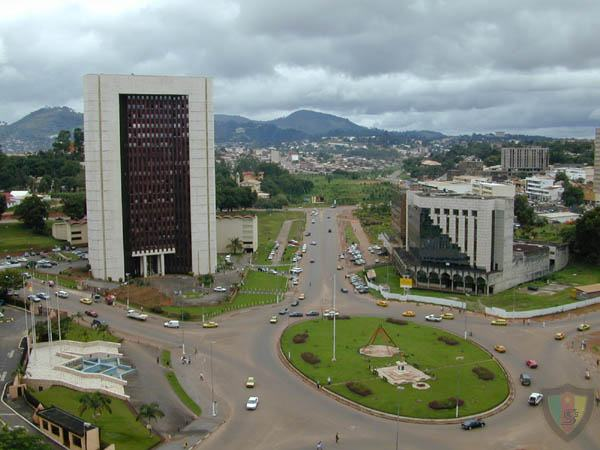
Imagen de Yaundé, capital de Camerún y foco principal de la prostitución en el país.

La prostitución en Camerún es ilegal, pero está tolerada, especialmente en las zonas urbanas y turísticas. En la capital, Yaundé, la principal zona de prostitución es el barrio de Mini Ferme. ONUSIDA llegó a calcular que en el país había más de 112 000 trabajadoras del sexo.
Camerún atrae el turismo sexual de Occidente, sobre todo para la prostitución infantil. El gobierno camerunés ha intentado frenar este comercio mediante acuerdos multilaterales como las cartas contra el turismo sexual, como la firma con la Federación Universal de Asociaciones de Agencias de Viajes (UFTAA).

## Situación legal
El artículo 343 de su Código Penal tipifica como delito "El que, de uno u otro sexo, mantuviere habitualmente, con ánimo de lucro, relaciones sexuales con otras personas". La pena es de prisión de 6 meses a 5 años y multa. Dado que la "habitualidad" es difícil de probar, dicha ley raramente es aplicada.
El artículo 294 del código penaliza a "quien procure, ayude o facilite la prostitución de otra persona, o participe en las ganancias de la prostitución de otra persona, sea habitual o no, o sea subvencionado por una persona que ejerza la prostitución". La pena es de prisión de 6 meses a 5 años y multa, pero si hay coacción, si se trata de un menor (de menos de 21 años) o si es el director, propietario o controla de otra forma un establecimiento en el que se ejerce la prostitución, la pena se duplica.
El artículo 361 del código penaliza el adulterio para ambos sexos. Por tanto, tanto las prostitutas casadas como los clientes cometen un delito, pero rara vez se aplica.
La aplicación de la ley es a veces corrupta. Las trabajadoras del sexo denuncian haber sido detenidas por no llevar el carné de identidad y haber tenido que pagar un soborno para ser puestas en libertad. También se han denunciado agresiones sexuales, violaciones y relaciones sexuales sin protección con agentes para ser liberadas.

## Prevalencia del VIH
Al igual que en otros países de África occidental y central, el VIH es un problema en Camerún, con las trabajadoras del sexo como grupo de alto riesgo. El acceso a la atención sanitaria y a los medicamentos antirretrovirales (TAR) para los profesionales del sexo ha mejorado, pero la situación sigue siendo grave. ONUSIDA informó de que en 2016 la prevalencia estimada del VIH entre las personas que ejercían aquí la prostitución era del 24,3 %.
En 2005, la empresa biofarmacéutica estadounidense Gilead Sciences propuso realizar pruebas clínicas de un nuevo medicamento antirretrovírico en prostitutas de Douala. El grupo activista antisida ACT UP, entre otros, se opuso a dichos ensayos.

## Tráfico sexual
Camerún es país de origen, tránsito y destino de mujeres y niños víctimas de la trata con fines sexuales. Los traficantes suelen utilizar la promesa de educación o de una vida mejor en la ciudad para convencer a los padres de las zonas rurales de que entreguen a sus hijos a un intermediario, que luego los explota en el tráfico sexual; los traficantes también secuestran a las víctimas, ya que la mayor concienciación pública sobre el tráfico ha hecho que los padres estén menos dispuestos a entregar a sus hijos a intermediarios. A veces, los familiares someten a los niños al tráfico sexual dentro del país. Los niños sin hogar y los huérfanos son especialmente vulnerables al tráfico. Los adolescentes de familias económicamente desfavorecidas suelen ser atraídos a las urbes con la perspectiva de empleo. Una vez aquí, son alejadas de dicho objetivo, encerradas y amenazadas para prostituirse.
Mujeres y hombres cameruneses son atraídos a Europa y otras regiones con propuestas matrimoniales fraudulentas por Internet u ofertas de trabajos bien remunerados, y posteriormente son sometidos a prostitución forzada. Los cameruneses de estratos sociales desfavorecidos, zonas rurales y estudiantes son explotados cada vez más en el tráfico sexual en Oriente Medio, especialmente Kuwait y Líbano, así como en Europa, incluida Finlandia, Estados Unidos y múltiples países africanos, entre ellos Nigeria. Algunas mujeres camerunesas declararon haber sido reclutadas para trabajos domésticos en Kuwait, pero vendidas en "tiendas de esclavas" a su llegada para el tráfico sexual.
En las redes de trata suelen participar agencias de contratación del país de destino que utilizan intermediarios cameruneses para reclutar fraudulentamente a otros cameruneses para trabajar en el extranjero. Los informes sugieren que las actividades locales de sensibilización dirigidas a la captación fraudulenta han hecho que los intermediarios actúen con mayor discreción, dirigiendo a menudo a las víctimas para que viajen a Oriente Medio a través de países vecinos, entre ellos Nigeria. Algunas pruebas indican que las redes camerunesas de trata de personas en Marruecos obligan a las mujeres a prostituirse. Las mujeres camerunesas también transitan por el país alauita de camino a Europa, donde a menudo son obligadas a prostituirse por redes de trata europeas.
El gobierno incorporó su ley contra la trata de 2011 al código penal como Sección 342-1 "Trata y esclavitud de personas." El gobierno publicó el código penal en francés e inglés, las dos lenguas oficiales del gobierno. La versión francesa define la "trata de personas" en consonancia con el Protocolo TIP de la ONU de 2000, mientras que la versión inglesa lo trata como el desplazamiento. Además, aunque la versión anglosajona no entra en el término "explotación", su significado de "esclavitud de personas" no requiere movimiento y penaliza la mayoría de las formas de trata de seres humanos. En contra del derecho internacional, ambas versiones exigen el uso de la amenaza, el fraude, el engaño, la fuerza u otras formas de coacción en los delitos de trata sexual de menores. El artículo 342-1 prescribe penas de 10 a 20 años de prisión y una multa de 50 000 a un millón de francos CFA por "esclavitud de personas". Las penas se agravan si la víctima de la trata tiene 15 años o menos, si se utiliza un arma o si la víctima sufre lesiones graves como consecuencia de la trata.
La Oficina de Vigilancia y Lucha contra la Trata de Personas del Departamento de Estado de los Estados Unidos clasificó en 2023 a Camerún como país de "nivel 2".